# Unterstammheim
Unterstammheim is een plaats en voormalige gemeente in het Zwitserse kanton Zürich en maakt deel uit van het district Andelfingen.
Unterstammheim telt 893 inwoners.

## Geschiedenis
Op 1 januari 2019 fuseerde Unterstammheim met Oberstammheim en Waltalingen tot de gemeente Stammheim